# Desa Waru (administrativ by i Indonesien, Jawa Tengah, lat -7,26, long 108,88)
Desa Waru är en administrativ by i Indonesien.   Den ligger i provinsen Jawa Tengah, i den västra delen av landet, 250 km sydost om huvudstaden Jakarta.